# Turnia Cyklopa

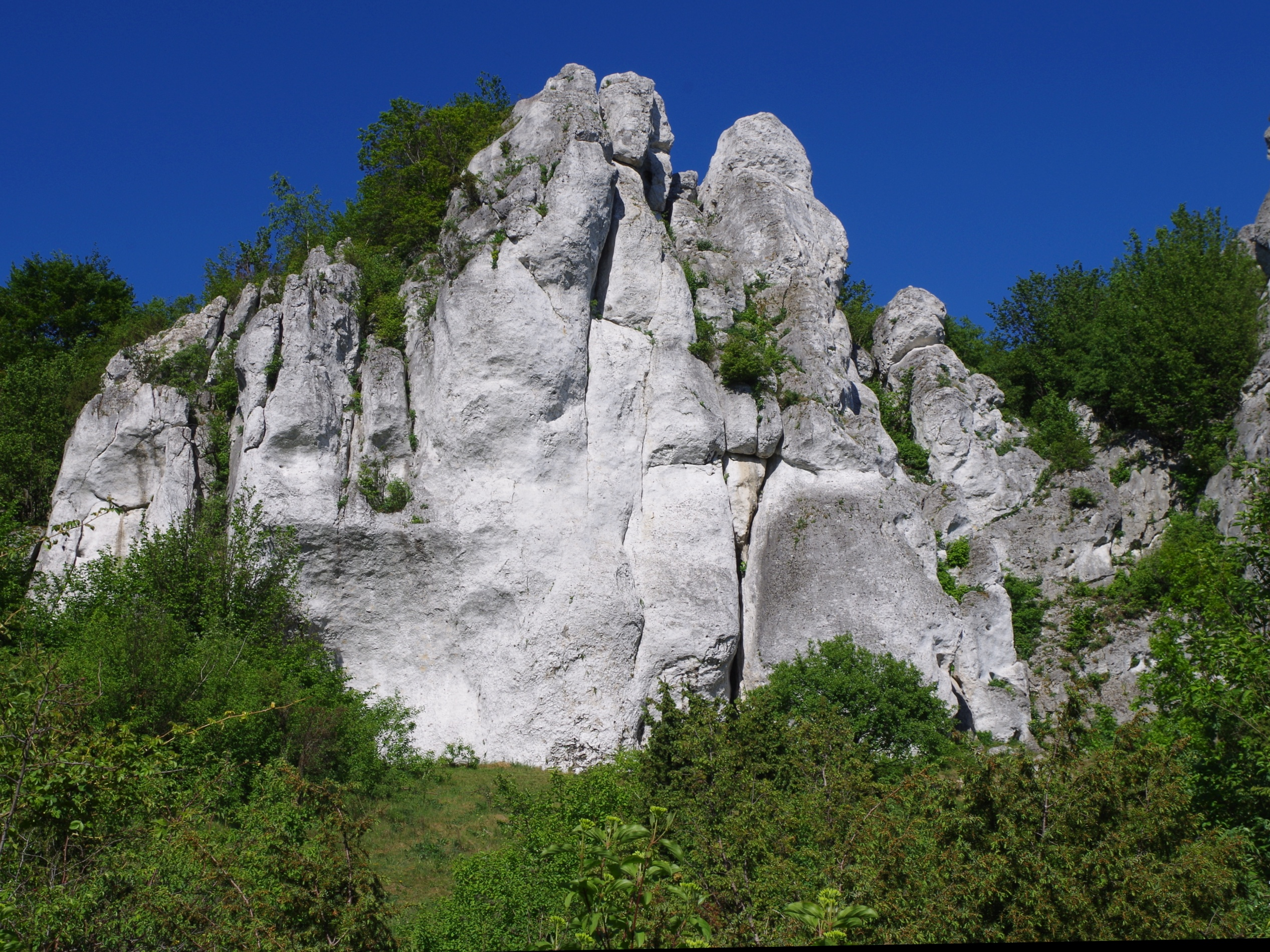
Turnia Cyklopa od południowej strony

Turnia Cyklopa – skała na Wyżynie Częstochowskiej w miejscowości Rzędkowice w województwie śląskim, w powiecie zawierciańskim, w gminie Włodowice. Jest jedną ze Skał Rzędkowickich. Znajduje się na terenie otwartym, pomiędzy skałami Mały Mur i Wielka Baszta i jest z nimi złączona.
Zbudowana jest z wapieni i ma wysokość 14–24 m. Jest połoga, pionowa lub przewieszona i znajdują się w niej takie formacje skalne jak: komin, filary i zacięcia. Ściany wspinaczkowe o wystawie północno-zachodniej, wschodniej, północno-wschodniej, południowej i południowo-zachodniej. Poprowadzili na nich 25 dróg wspinaczkowych o trudności od II do VI.6 w skali Kurtyki. Najdłuższa z nich ma długość 23 m. Na większości zamontowano ringi (r) i stanowiska zjazdowe (st).

Turnia Cyklopa I
1. Na własnych kościach; VI.4, 15 m

Turnia Cyklopa II
1. Rysa; II, 12 m
2. Bez nazwy; 2r VI, 15 m
3. Bez nazwy; V, 15 m

Turnia Cyklopa III
1. Soczewka; 3r + st, VI.5/5+, 10 m
2. Obrany ze skórki; 3r + st,VI.4+/5, 10 m
3. Zimny prysznic; 5r + 1p + st,VI.5, 20 m
4. Manitu; 6r + st,VI.4, 20 m
5. Żar tropików; 7r + st,VI.5, 23 m
6. Czerstwe bułeczki; 6r + st,VI.2+, 23 m
7. Świeże bułeczki; 8r + st,VI.2+, 23 m
8. Chleb na zapisy; 8r + st,VI.2+, 23 m
9. 622 upadki Bunga; 9r + st,VI.6, 23 m
10. Lipczyńska; 1r VI, 20 m
11. Między pośladkami; 1r, VI.1, 20 m
12. Los Alcazares; 4r + st,VI.3+, 12 m
13. Filar Cyklopa; 4r + st,VI.1+ 12 m
14. Gang Olsena; 4r + st,VI.1, 12 m
15. Droga Zyzaka; 7r, VI+ 23 m

Turnia Cyklopa IV
1. Bez nazwy; 3r, V
2. Bez nazwy; 1r, III 23 m
3. Bez nazwy; 3r, V, 23 m
4. Bez nazwy; III
5. Bez nazwy; 1r, IV, 14 m
6. Lalka; III, 18 m[3].